# Tanganica ai Giochi della XVIII Olimpiade
Il Tanganica partecipò ai Giochi della XVIII Olimpiade, svoltisi a Tokyo dal 10 al 24 ottobre 1964, con una delegazione di quattro atleti impegnati in altrettante competizioni dell'atletica leggera.
A tre anni dall'indipendenza, fu la prima partecipazione di questo paese ai Giochi e l'unica con questa denominazione: dall'edizione successiva, infatti, il suo posto venne preso dal nuovo stato della Tanzania. Non furono conquistate medaglie.